# Зиези
Зие́зи — сын Сима и внук Ноя, упомянутый в «Хронографе 354 года», римской летописи IV века нашей эры. Поколение булгар от него.

## Образ в культуре
- «Вершина Зиези» (англ.[англ.]) на острове Гринвич в Южных Шетландских островах в Антарктике названа в честь Зиези[2].